# Obóz jeniecki w Cowra

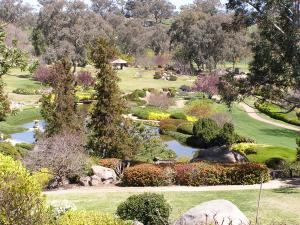
Ogród japoński założony na terenie gdzie znajdował się obóz.

Obóz jeniecki w Cowra, nazwa oficjalna № 12 Prisoner of War Compound – obóz jeniecki położony w australijskiej miejscowości Cowra, był to jeden z 28 obozów jenieckich na terenie Australii w czasie II wojny światowej.

## Historia
Obóz oficjalnie otwarto w czerwcu 1941, a pierwsi więźniowie pojawili się w nim 15 października tego roku. Początkowo w obozie przebywali tylko włoscy żołnierze którzy poddali się w Afryce Północnej, w późniejszym czasie internowani w nim było także Japończycy, Koreańczycy i Indonezyjczycy, łączna powierzchnia obozu wynosiła ponad 30 hektarów.
5 sierpnia 1944 miała miejsca próba masowej ucieczki z obozu, grupa około 1100 Japończyków zaatakowała strażników i przedarła się przez drut kolczasty otaczający obóz. Ucieczka udała się 378 jeńcom, w czasie próby ucieczki zginęło 231 Japończyków i czterech australijskich strażników, a 108 Japończyków i 4 Australijczyków zostało rannych. Z 378 uciekinierów 334 zostało schwytanych w ciągu następnych 9 dni, a 44 popełniło samobójstwo.

## Upamiętnienie
Obóz został zamknięty w 1947. W 1971 w Cowra powstał ogród japoński upamiętniający tragiczne wydarzenia z okresu wojennego.
W 1984 powstał australijski miniserial telewizyjny Ucieczka z Cowry (ang. The Cowra Breakout) w reżyserii Phillipa Noyce'a, opowiadający o próbie ucieczki japońskich jeńców z obozu.